# Марданлы (Губадлинский район)
Марданлы (азерб. Mərdanlı) — село в административно-территориальном округе села Ходжик Губадлинского района Азербайджана. Село расположено на берегу реки Акера.
В ходе Первой карабахской войны, в 1993 году село было занято армянскими вооружёнными силами, и до ноября 2020 года находилось под контролем непризнанной НКР. 7 ноября 2020 года, в ходе Второй карабахской войны президент Азербайджана объявил об освобождении села Марданлы вооружёнными силами Азербайджана.